# 2009年12月澳门

## 12月31日
- 交通事務局推出本澳陸路整體交通運輸未來十年政策構想，希望將本澳建設成綠色、舒適和暢通的城市，訂出的短中長期目標措施共有42項，於2012、2015和2020年有序落實或完成。並以一個月時間就四項議題公開諮詢。澳門電台（页面存档备份，存于）澳門電台（页面存档备份，存于）

## 12月30日
- 房屋局副局長譚光民獲委任為局長，現任局長鄭國明將調任運輸工務司司長辦公室顧問。澳門政府公報（页面存档备份，存于）
- 永利澳門渡假村第三期獲政府批准，在原有裙樓增建一五星級酒店。澳門政府公報（页面存档备份，存于）

## 12月29日
- 由澳門人製作、演出和出品的本地電影《還有一個星期》舉行首影禮。澳門電台（页面存档备份，存于）

## 12月28日
- 兩批爭取家團人士在身份證明局門前發生衝突，事件令大門被封一小時。澳門電台（页面存档备份，存于）

- 新一期社會房屋申請期本日結束，共收到7,887份申請書。澳門電台（页面存档备份，存于）

## 12月27日
- 一連兩天的第二屆中文維基年會在旅遊學院閉幕。市民日報[]

## 12月26日
- 第十一屆全國人大常委會第十二次會議通過人大常委會澳門特別行政區基本法委員會名單。主任喬曉陽；副主任曹其真、李飛；委員王振民、李沛霖、張曉明、林笑雲、徐澤、崔世昌、黎日隆。澳門電台（页面存档备份，存于）

## 12月25日
- 金光飛航一艘高速雙體船駛來澳門途中與漁船相撞。事故中，漁船沉沒，渡輪上一名船員受傷。澳門電台（页面存档备份，存于）澳門電台（页面存档备份，存于）

## 12月23日
- 印務局局長李偉農獲委任為民政總署管理委員會副主席，接替任社會文化司辦公室主任的張素梅。澳門特別行政區公報（页面存档备份，存于）
- 《新華每日電訊》舉行首發式，並於2010年1月1日正式在澳發行。新華網 Archive.today的存檔，存档日期2013-04-28

## 12月21日
- 教青局局長蘇朝暉回應審計報告時，強調局方一直依法辦事，會以「有則改之，無則加勉」的態度，繼續完善局內的財政預算管理制度。澳門電台（页面存档备份，存于）
- 行政長官崔世安簽署行政命令，授權運輸工務司司長與金光飛航解除氹仔至香港海上運輸營運合同。澳門特別行政區公報（页面存档备份，存于）
- 第三屆行政會召開首次會議，通過梁慶庭為行政會發言人。澳門電台（页面存档备份，存于）

## 12月20日
- 澳門回歸十周年：
  - 崔世安就任澳門特別行政區第三屆行政長官。主要官員及行政會成員隨後亦宣誓就職。澳門電台（页面存档备份，存于）澳門電台（页面存档备份，存于）澳門電台
  - 澳門大學橫琴校園動工。澳門電台（页面存档备份，存于）
  - 約1,100人參加新澳門學社舉行的回歸日民主大遊行。澳門電台（页面存档备份，存于）

## 12月19日
- 澳門回歸十周年：
  - 中華人民共和國主席胡錦濤正午時份抵達澳門，參加回歸十周年慶祝活動。澳門電台（页面存档备份，存于）
  - 國家主席胡錦濤在澳門特區政府舉行的歡迎晚宴上宣佈贈送澳門一對大熊貓。澳門電台（页面存档备份，存于）
  - 澳門科學館開幕。澳門電台（页面存档备份，存于）
  - 香港《明報》記者政治組記者何素文被治安警察局出入境事務廳拒絕入境。另外香港立法議員梁國雄等十多人亦被拒絕入境。明報經雅虎香港新聞明報即時新聞（页面存档备份，存于）
- 行政長官何厚鏵最後一次授勳。李成俊和許世元獲大蓮花勳章。新聞局（页面存档备份，存于）

## 12月18日
- 位於氹仔大潭山郊野公園內的中華民族雕塑園開幕。澳門電台（页面存档备份，存于）

## 12月17日
- 立法會細則性通過明年的政府財政預算案以及《中國人民解放軍駐澳門部隊因履行防務職責而享有的權利和豁免》法案。澳門電台（页面存档备份，存于）
- 連接山頂醫院和愕斜巷的升降機啟用。澳門電台（页面存档备份，存于）

## 12月16日
- 珠海橫琴新區今日正式掛牌，是繼上海浦東、天津濱海新區後第三個國家級新區。北方網

## 12月15日
- 聖若瑟大學及聖若瑟教區中學共用校園動工儀式在青洲舉行。澳門日報
- 港珠澳大橋動工儀式在珠海舉行。澳門電台（页面存档备份，存于）澳門電台（页面存档备份，存于）
- 澳博旗下的海立方娛樂場開幕。澳門電台（页面存档备份，存于）
- 南灣區一家瑜珈中心停業後，司警目前已收到近200人報案，涉及金額175萬元。一名丹麥籍股東被捕，而一名美籍女負責人已離澳。澳門電台（页面存档备份，存于）
- 審計署發表衡工量值式審計報告，指教青局缺乏工程預算控制意識，在7個被審計的教育及青年服務設施工程項目中，5個判給金額超出預算上限40多萬至逾千萬不等。澳門電台（页面存档备份，存于）

## 12月14日
- 立法會通過《對行政長官和政府主要官員離任的限制規定》，公佈後翌日生效。澳門電台（页面存档备份，存于）
- 人民銀行宣佈擴大為澳門銀行辦理人民幣業務提供平盤及清算安排。澳門電台（页面存档备份，存于）
- 廉署當日把一名自治機構負責人涉嫌濫用職權及在法律行為中分享經濟利益的案件移送檢察院處理。廉政公署
- 筷子基社屋舉行落成儀式，兩座塔樓共提供884個單位。澳門電台（页面存档备份，存于）

## 12月13日
- 澳門在當日結束的第五屆東亞運動會上以8金9銀12銅，九隊中排第六。澳門電台（页面存档备份，存于）
- 廉政公署宣佈完成歐文龍貪污案和今年立法會選舉賄選的調查工作。澳門電台（页面存档备份，存于）澳門電台（页面存档备份，存于）
- 超過四萬人參加公益金百萬行。澳門電台（页面存档备份，存于）

## 12月12日
- 2009年東亞運動會：
  - 三名運動員在武術為澳門增添一銀兩銅。澳門電台（页面存档备份，存于）

## 12月11日
- 2009年東亞運動會：
  - 賈瑞和席成清在武術為澳門增添一金一銀。澳門電台澳門電台（页面存档备份，存于）
- 澳門特區十年成就展在北京首都博物館開幕。澳門電台（页面存档备份，存于）

## 12月10日
- 2009年東亞運動會：
  - 張少玲在舉重項目擊敗國家隊的劉春紅為澳門增添一面金牌。澳門電台（页面存档备份，存于）
- 澳門居民即日起憑身分證即可經e道進入香港。華僑報（页面存档备份，存于）
- 澳門理工學院與中山大學在本澳共建的博彩研究中心揭幕。澳門電台（页面存档备份，存于）

## 12月9日
- 2009年東亞運動會：
  - 劉霞在舉重項目為澳門增添一面銀牌。澳門電台（页面存档备份，存于）
- 23人因涉嫌在九月的立法會選舉賄選被移交檢察院。澳門電台（页面存档备份，存于）

## 12月8日
- 2009年東亞運動會：
  - 兩名運動員在跆拳道項目為澳門增添一銀一銅。澳門電台（页面存档备份，存于）

- 新澳門學社指民政總署遏制遊行訊息，民署回應指會根據使用人數及需要審批懸掛橫額申請。澳門電台（页面存档备份，存于）

- 行政立法議員林香生建議開展設立最低工資制的討論及研究。澳門電台（页面存档备份，存于）

## 12月7日
- 2009年東亞運動會：
  - 關淑梅在在花式單車女子個人賽中，為澳門增添一面金牌。澳門電台（页面存档备份，存于）
  - 盧永仁及王衡鏘組合在室內單車男子雙人花式項目中得銅牌。另外澳門亦在男子單車球奪得銅牌。澳門電台（页面存档备份，存于）澳門電台（页面存档备份，存于）
- 工務局開始平整石排灣公屋項目地段。澳門電台
- 行政法務司陳麗敏總結《公共行政改革路線圖》推行兩年多以來的情況時，指成效超過預期目標。對於本澳是否存在法律滯後問題，她強調制訂法律要嚴謹審慎、與時並進，並考慮社會實際需要，以及是否與《基本法》等現行法律法規相抵觸。澳門電台（页面存档备份，存于）澳門電台（页面存档备份，存于）

## 12月6日
- 2009年東亞運動會：
  - 關淑賢、關淑梅姐妹憑雙人花式單車項目為澳門奪得首面金牌。王衡鏘其後亦奪得男子單人項目金牌。澳門電台（页面存档备份，存于）
  - 一名參加東亞運的澳門足球運動員確診甲型H1N1流感。澳門電台（页面存档备份，存于）
- 來自烏克蘭和埃塞俄比亞的選手分別奪得澳門國際馬拉松男女子組冠軍。澳門電台（页面存档备份，存于）
- 位於南灣湖東岸的壹號湖畔落成啟用。華僑報（页面存档备份，存于）

## 12月5日
- 勞工事務局局長孫家雄表示，會著力解決結構性失業問題，而未來輸入勞工將以外語人才為主。華僑報（页面存档备份，存于）

## 12月4日
- 紀念澳門基本法實施十周年座談會
  - 行政長官何厚鏵在全國人大舉行的「紀念澳門基本法實施十周年座談會」中指出，“一國兩制”中“一國”是主體，“兩制”是派生，兩者關係十分明確，只有維護國家利益，特區利益才能獲得根本保障，是基本法觀念和實踐的首要關鍵。何同時承認，政府施政仍然存在不少不足之處，在部份領域甚至曾經出現過較大的失誤。澳門電台（页面存档备份，存于）香港電台（页面存档备份，存于）
  - 全國人大常委會委員長吳邦國稱讚澳門社會各界「不把矛盾和問題簡單政治化」，以建設性態度提出改進工作的意見和建議。他又提及年初通過的《維護國家安全法》進一步增強澳門社會的國家觀念，有力維護國家核心利益。香港電台（页面存档备份，存于）
- 澳門航空大股東國航注入1.59億澳門元，持股比例增至80.9%。澳門電台

## 12月3日
- 一批不符合內地超齡子女團聚標準的家長分別到政府總部和中聯辦請願。華僑報（页面存档备份，存于）

## 12月2日
- 澳門大學澳門研究中心所進行的調查顯示，澳門居民對第三屆新班子的滿意度平均值為5.59分。澳門電台（页面存档备份，存于）

## 12月1日
- 第三任行政長官崔世安委任第三屆政府行政會委員：陳麗敏、梁慶庭、廖澤雲、馬有禮、歐安利、鄭志強、梁維特、陳明金、何雪卿、黃如楷。
- 澳門高等校際學院易名為聖若瑟大學。政府公報（页面存档备份，存于）